# Jasan americký

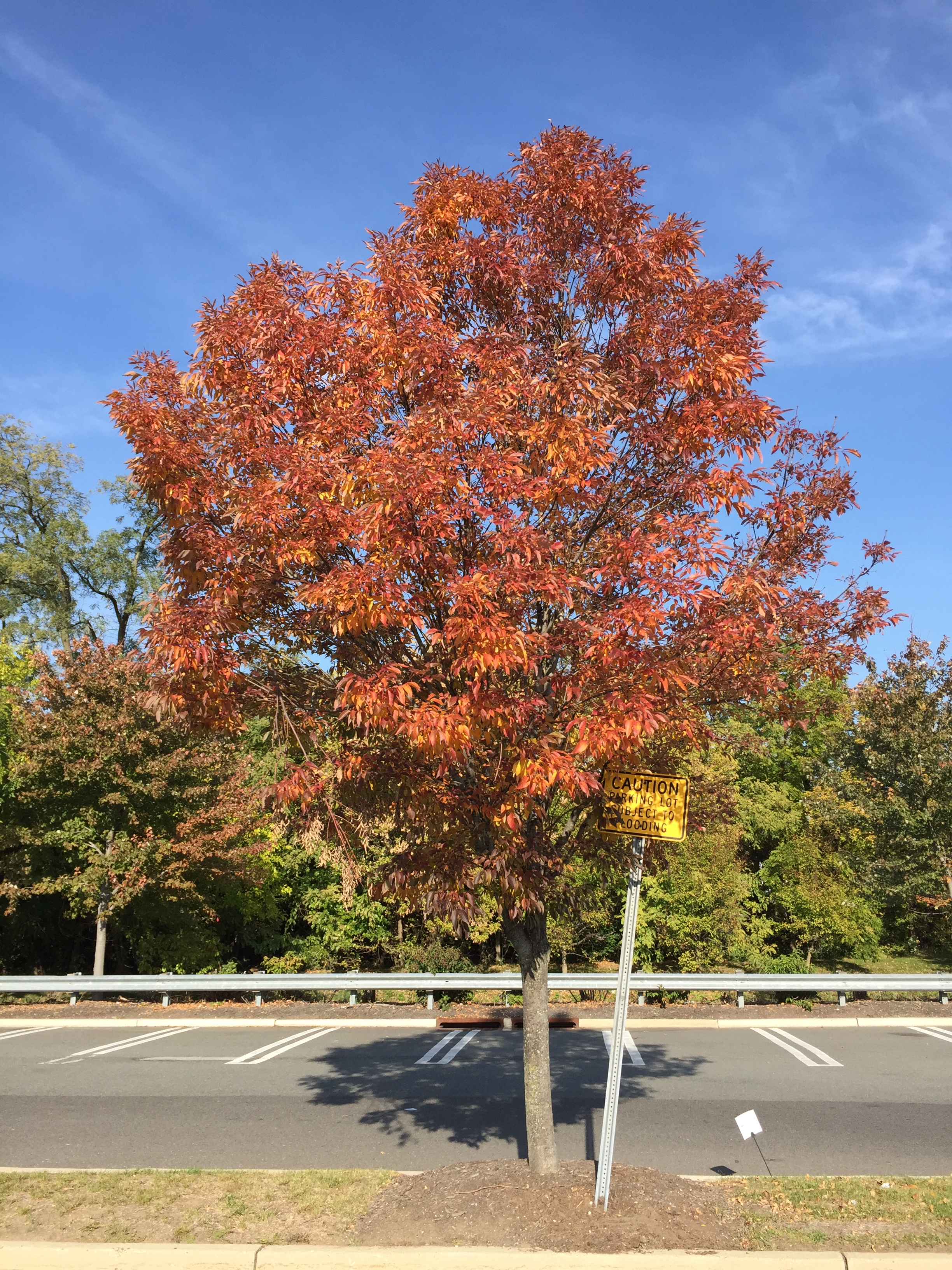
Jasan americký v podzimním šatu

Jasan americký (Fraxinus americana) je listnatý, opadavý, dvoudomý strom vysoký 20 až 25 m, původem ze Severní Ameriky, známý svým kvalitním dřevem. Je nejbližší příbuzný s jasanem pensylvánským, s kterým patří k nejrozšířenějším listnatým stromům na východě Spojených států amerických a Kanady. V současnosti jsou však jejich porosty ničeny invazním dřevokazným broukem polníkem jasanovým, dříve krascem jasanovým, (Agrilus planipennis).

## Rozšíření
Tato dřevina je rozšířena hlavně ve východní části Spojených států amerických. Areál jasanu amerického se rozkládá od východní hranice s Kanadou podél Atlantského pobřeží až po Floridu a dále kolem Mexického zálivu po severovýchod Mexika. Na západě je jeho areál ohraničen státy Nebraska, Kansas, Oklahoma a Texas. Ve Spojených státech se vyskytuje celkem ve 38 z 50 států.
Do Evropy se strom dostal roku 1724, kdy byl zasazen ve Velké Británii. Dobře se tam uvedl, přežil sušší a mrazivější podmínky než domácí druh jasan ztepilý. Na území dnešní České republiky jsou první záznamy o jeho pěstování z roku 1776, kdy je uveden v soupisu rostlin pěstovaných v botanické zahradě na Smíchově, roku 1809 tento druh měli ve svých lednicko-valtických školkách také Lichtenštejnové a roku 1835 byl v Královské oboře v Praze. Dnes roste například v parku plicního sanatoria v Jablunkově a ve školce v Kostelci nad Černými lesy patřící pod Českou zemědělskou univerzitu v Praze.

## Ekologie
Stromy začínají slabě kvést, když má kmen v průměru asi 8 až 10 cm výčetní tloušťky, k plnému kvetení dochází až při průměru 20 až 25 cm. Samčí a samičí květy opylované větrem se vyskytují na různých stromech. Na jaře rozkvétají ještě před vyrašením listů, nejprve vykvétají samčí květy, které vypouštějí z prašníků pyl po dobu sedmi až deseti dnů, tehdy jsou blizny samičích květů na něj vnímavé. Listy raší ihned po odkvětu, v době od počátku dubna do konce května. Plody dozrávají od srpna do října. Samčí strom nasazuje hodně květů obvykle každoročně, samičí však co dva až tři roky.
Jasan americký nejlépe roste na hlubokých, dobře odvodněných a vlhkých půdách na plném slunci ve společnosti ostatních listnatých stromů. Je hojný nejčastěji v lužní oblasti velkých potoků a řek a na mírných svazích ve středním mezofytiku. Jeho rozšíření je nízké nebo zcela chybí na suchých, studených hřebenech a vrcholcích hor. Dokáže snášet silný vítr, ale ne slaný, od moře vanoucí. Nejlépe mu vyhovují půdy s vysokým obsahem vápníku a dusíku. Je dřevinou žádající dostatek světla, jeho semenáče jsou však ke stínu tolerantní, mohou po pár let přežít s méně než se 3 % plného slunečního světla. Tento atribut umožňuje, aby se druh regeneroval ve vzniklých mezerách hustého porostu. Sazenice rostou zpočátku pomalu, ale postupně svůj růst zrychlují, mladé rostliny se snadno přesazují. Je stromem dlouhověkým, dožívá se 260 let, ojediněle až 300 let.
Vyskytuje na rozlehlém území, kde jsou klimatické podmínky velmi rozdílné, roste od pobřežních plání s nulovou nadmořskou výškou až po 1000 m n. m. v pohoří Cumberland. Roční doba bez mrazu se v jeho areálu pohybuje od 90 po 270 dnů, dešťové srážky bývají od 75 do 150 mm a výška sněhové pokrývky je v rozsahu od 0 cm po 250 cm. Do průmyslového prostředí se nehodí, je k městskému klimatu málo tolerantní. Na stanovišti bývá strom někdy zničen ohněm, ale po nějaké době vyraší ze zdravé kořenové koruny jeden až několik mladých kmínků, ze kterých lze vypěstovat nový strom. Vyskytuje se jako diploidní (2n = 46) nebo tetraploidní druh (2n = 92).

## Popis
Dvoudomý, opadavý strom 20 až 25 m vysoký, s dlouhým, rovným a bezvětvým kmenem o průměru do 1 m, pokrytým hluboce brázditou, světle šedohnědou kůrou s kosočtverečným vzorem. Dřevina vyrůstá ze silných, nehluboko uložených kořenů. U jedinců pěstovaných v lesním porostu je koruna úzká a pyramidální. Exemplář rostoucí na otevřeném prostoru mívá kmen kratší, větve začínají již dva či tři metry nad zemí a oblá koruna je široká až 18 m. Letorosty jsou zelenavě hnědé s červenavým nádechem, nejprve pýřité a později lysé a lesklé, pupeny jsou tmavě šedé nebo rezavě hnědé. Větve jsou poměrně křehké a jsou náchylné k poškození silným větrem či sněhem. Některé stromy mají sklon vytvářet dvojité či vícenásobné kmeny.
Listy vyrůstající vstřícně jsou složené, lichozpeřené, bývají dlouhé 20 až 30 cm a jsou tvořené pěti až devíti lístky dlouhými 6 až 15 cm a širokými 3,5 až 7,5 cm. Lístky jsou podlouhle vejčité, eliptické nebo kopinaté a po obvodě pilovité či někdy celistvé, u báze jsou oblé nebo klínovité a na vrcholu špičaté. Lístky tvořící jho mají řapíčky asi 2 cm dlouhé, koncový lichý lístek bývá o málo větší a má řapíček až 4 cm. Na lícní straně jsou čepele lístků tmavě zelené, na rubové silně našedlé až bělavé. Na podzim získávají lístky krásné tmavé fialově zlaté nebo žluté zabarvení v různých odstínech.
Květy jsou početné, drobné, jednopohlavné, bezobalné, mají zelenobílou až nafialovělou barvu a vyrůstají ve 3 cm drobných latách nebo ve shlucích poblíž konců větviček. Mají čtyřlaločný, srostlolupenný, vytrvalý kalich ve zralosti přeměněný v křidélko, jsou větrosnubné, nevoní a netvoří nektar. Samčí květ má dvě krátké tyčinky s prašníky obsahující pyl. Samičí květ má v každém svěšeném semeníku dvě vajíčka, jeho krátká čnělka je zakončená dvojitou bliznou. Květy samčích rostlin se vyskytují těsněji u sebe, kdežto u samičích rostou volněji. K opylení potřebují pyl z geneticky odlišného jedince, z jiného stromu.
Plody jsou ve shlucích visící okřídlené nažky dlouhé 2,5 až 6,5 cm, nejprve jsou světle zelené a ve zralosti hnědé. Zhruba v třetině dlouhého úzkého křidélka je umístěno vejčitě podlouhle semeno s masitým endospermem, které po dozrání opadá a je odneseno větrem. Semena před vyklíčením potřebují zimní stratifikaci. Zůstávají v půdě životaschopná pouze dva tři roky, maximálně sedm let, klíčí epigeicky. Nový jedinec také často vyroste z kořenové koruny po požáru nebo po těžbě dřeva.

## Možnost záměny
Jasan americký se od podobného a rovněž v Evropě vysazovaného severoamerického jasanu pensylvánského (Fraxinus pennsylvanica) nejjednodušeji rozliší podle svého bělavého rubu lístků, kde jsou jemně šedě chlupaté, po okraji bývají podstatně méně pilovité a jejich řapíčky dlouhé 4 až 12 mm nejsou křídlaté. Jasan pensylvánský má rub lístků tmavě zelený a řapíčky dlouhé jen 1 až 5 mm mají příznačná úzká křidélka. V době bez listů jsou důležitým poznávacím znamením jizvy po opadaných listech. U jasanu amerického jsou hluboké, podkovité a nové pupeny raší vespod nich, kdežto u jasanu pensylvanského jsou ploché a pupeny se nacházejí na jejich vrcholcích. Jasan americký mívá obecně delší listy, roste pomaleji a v lese bývá ze všech jasanů nejvyšší.

## Význam
Dřevo jasanu amerického patří k nejvíce ceněným dřevům Severní Ameriky. Je silné, tvrdé, těžké, zrnité, elastické, velmi houževnaté a středně trvanlivé. Je odolné vůči nárazům a po opracování se dá vyleštit do vysokého lesku. Jeho měrná hmotnost je okolo 650 kg/m³. Lze jej ohýbat, aniž by došlo ke ztrátě pevnosti. Je nejlepším materiálem pro baseballové pálky, tenisové rakety, hokejky i pálky na pólo, pádla, vesla i lodě. Vyrábějí se z něj např. podlahy na bowling, zahradní nábytek, kostelní lavice, skříně, domácí, zahradní a verandový nábytek, držadla různých nástrojů i hudební nástroje (např. kytary). Domorodí Američané používali jeho dřevo na oštěpy, luky, sněžnice a z kůry zhotovovali kánoe. Je vynikající i jako palivo.
Strom je schopen kolonizovat půdu s vysokou koncentrací těžkých kovů a je vhodný pro regeneraci těžbou narušených míst. Bývá také vysazován jako okrasná dřevina, protože je atraktivní a otužilý. Bylo vyšlechtěno mnoho kultivarů, pro žluté, oranžové nebo bronzové podzimní barvy, nejznámější je 'Autumn Purple' poskytují na podzim rozličně zbarvené listy. Byly vypěstovány i bezkvěté samčí stromy, které neznečišťují okolí opadem květů.
Vnější mladá kůra je svíravá, její odvar se používá na vyčištění ran, k ošetření svědících míst a proti vlasovým škůdcům. Odvar z lýka se používá k vyvolání pocení a zvracení, je močopudný a silně projímavý. Obklad z listů sloužívá ke zklidnění svědění po kousnutí komárů a bodnutí včel. Semena jsou považována za afrodiziakum. Z kůry se získává žluté barvivo.

## Ohrožení
Polník jasanový (Agrilus planipennis), je brouk z čeledi krascovitých pocházející z východní Asie (Čína, Japonsko, Korejský poloostrov, Mongolsko, východní Sibiř), který je vážnou hrozbou pro všechny jasany. Předpokládá se, že byl zavlečen do Severní Ameriky v dřevěných obalech z Asie. V roce 2002 byl identifikován jako příčina velké úmrtnosti jasanů, která byla zaznamenána v oblasti Detroitu ve státě Michigan. Brouk se velmi rychle množí a jeho larvy žijící pod kůrou se živí lýkem a dřevní hmotou, ve které si vyžírají chodbičky. Při silném zamoření jsou schopné zničit za tři až pět let dospělý strom. Doposud není znám způsob jeho likvidace.
Studie ukázaly, že polník jasanový se může rychle rozšířit na zdravé stromy, následná úmrtnost jasanů v lesním porostu během šesti let od zamoření je až 99 %. Po dalších sedm let zůstává zbytková populace brouků ještě přítomna v lese a napadá čerstvě vyrostlé semenáče nebo mladé kmínky regenerované z pařezů. K úspěšnému líhnutí potřebuje brouk chladnější počasí, takže je naděje, že menšinová jižní populace jasanů přežije. Kromě jasanů byly housenky již objevené i na keři bělasu virginského (Chionanthus virginicus), na dalším rodu z čeledi olivovníkovitých. Tyto housenky způsobily do roku 2020 rozsáhlé škody na jasanech v USA i Kanadě a zničily odhadem 30 milionů stromů. Nyní se objevily v Moskevské oblasti v Rusku a existují obavy, že se brouk rozšíří do zbytku Evropy, což by vedlo k dalším ekonomickým a ekologickým škodám.
V současnosti neexistují žádné důkazy které by naznačovaly, že se jeho rychlost šíření a dopad na úmrtnost jasanu amerického významně snížila. Na základě zásady předběžné opatrnosti se předpokládá, že během příštích 100 let dojde ke snížení počtu jasanu amerických alespoň o 80 % a je proto organizaci Mezinárodním svazem ochrany přírody (IUCN) řazen mezi druhy kriticky ohrožené (CR).

## Galerie

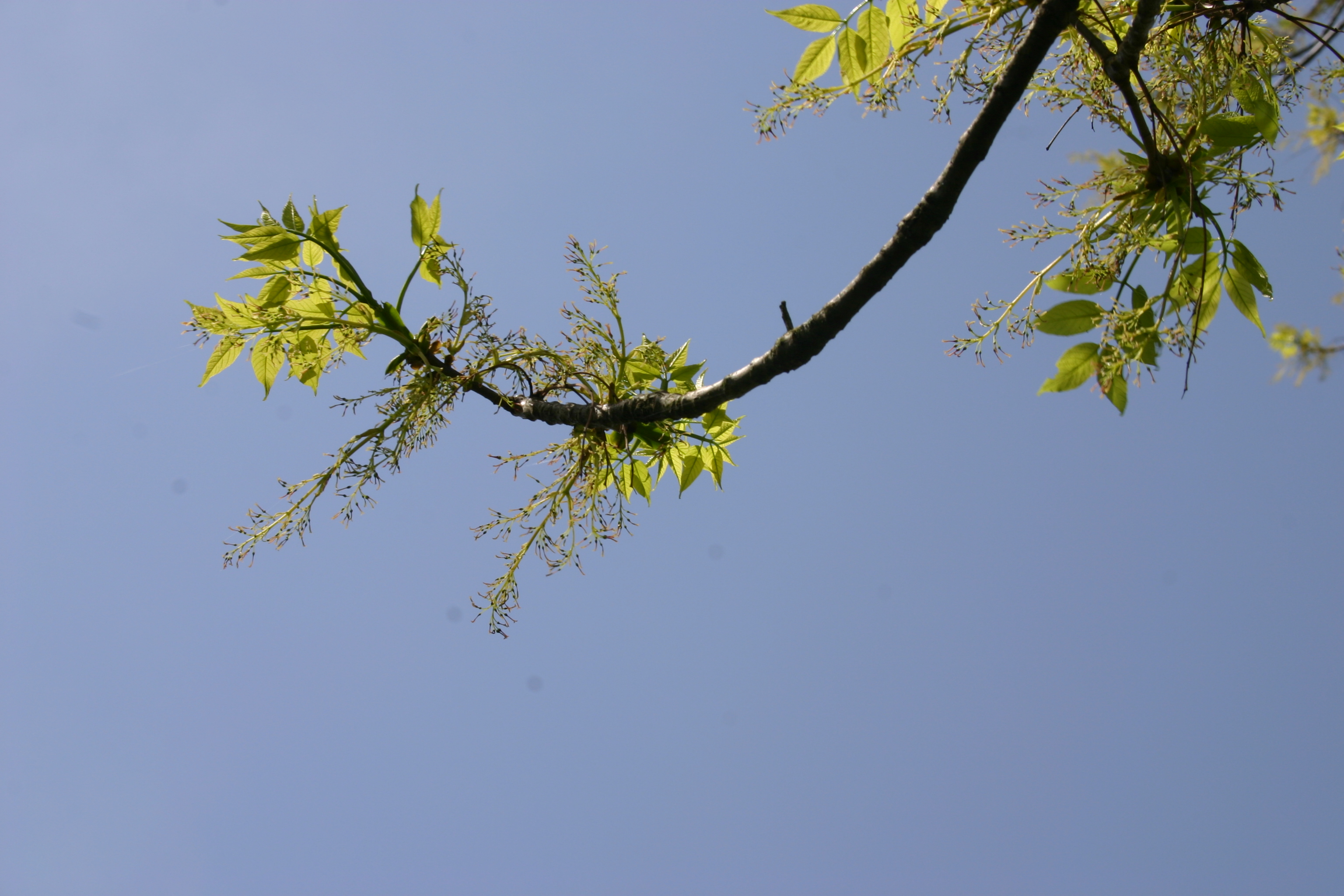
Květenství
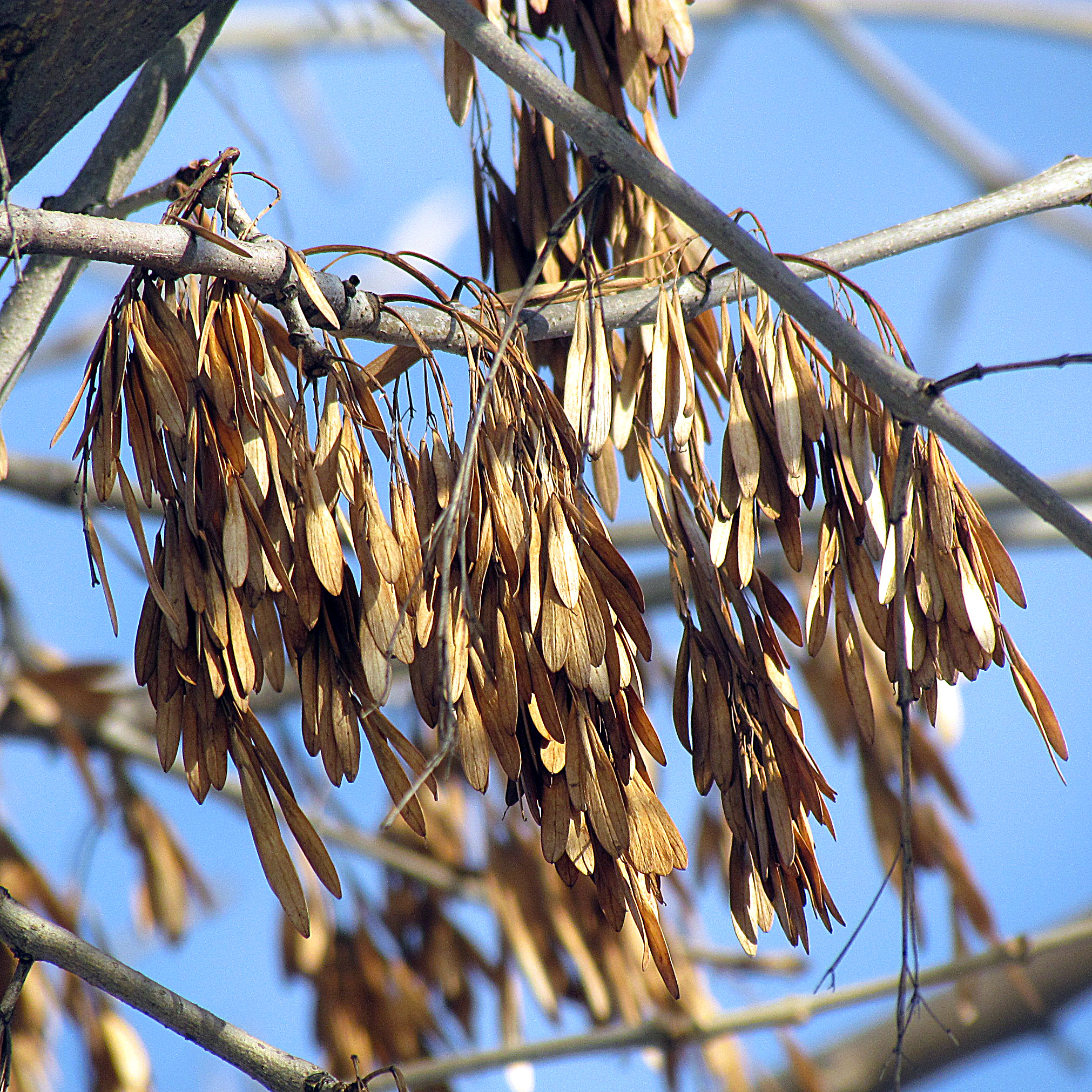
Zralé plody
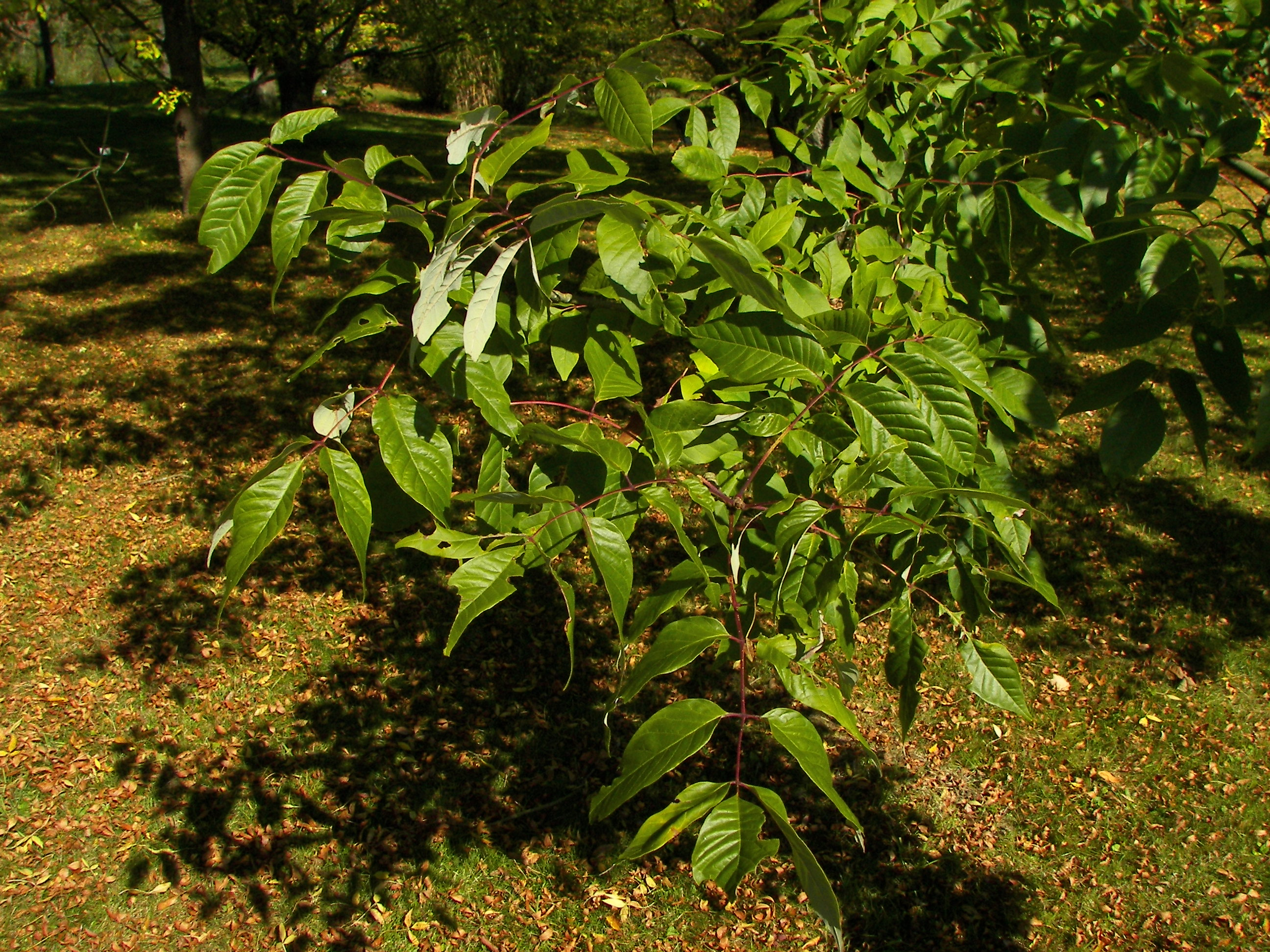
Zpeřené listy
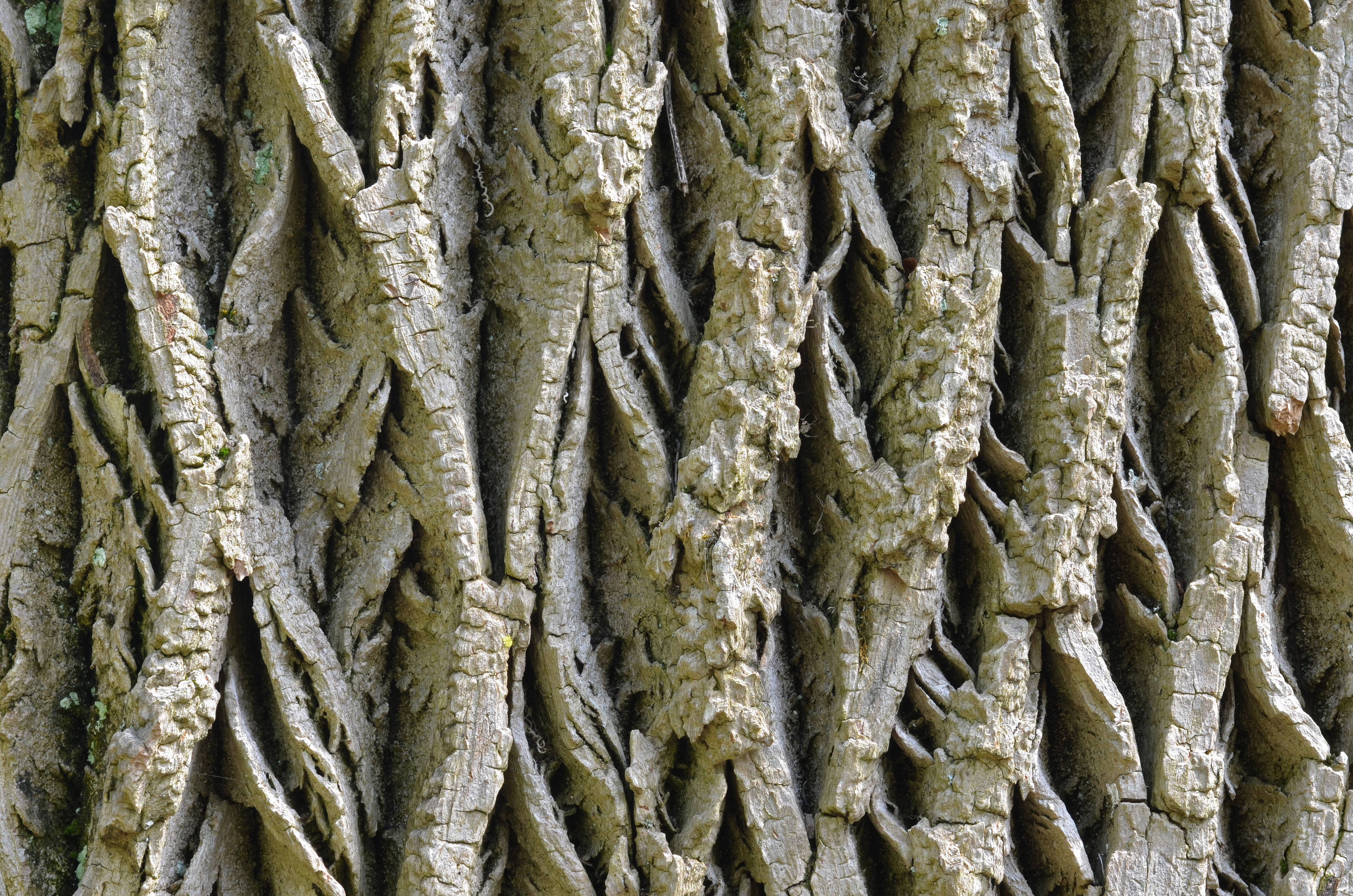
Kůra kmene